# Freuet euch der schönen Erde
Freuet euch der schönen Erde ist ein geistliches Lied, das der evangelisch-lutherische Theologe Philipp Spitta 1827 schrieb. Es ist ein Lob von Schöpfung und Schöpfer in fünf Strophen, zu dem Frieda Fronmüller 1928 eine eingängige Melodie komponierte. Mit dieser Melodie wurde das Lied in das Evangelische Gesangbuch aufgenommen, als EG 510. Im Evangelisch-Lutherischen Kirchengesangbuch² der SELK ist es als ELKG² 742 zu finden.

## Entstehung
Philipp Spitta arbeitete nach dem ersten theologischen Examen als Hauslehrer in Lüne bei Lüneburg. Er schrieb in dieser Zeit seine besten Lieder, darunter O komm, du Geist der Wahrheit. Er veröffentlichte sie in seiner Liedersammlung Psalter und Harfe (Erstauflage 1833) mit dem Untertitel „Eine Sammlung christlicher Lieder zur häuslichen Erbauung“.

## Text
Das Lied besteht aus fünf Strophen in je vier Zeilen.
1. Freuet euch der schönen Erde,

denn sie ist wohl wert der Freud.

O was hat für Herrlichkeiten

unser Gott da ausgestreut!

2. Und doch ist sie seiner Füße

reich geschmückter Schemel nur,

ist nur eine schön begabte,

wunderreiche Kreatur.

3. Freuet euch an Mond und Sonne

und den Sternen allzumal,

wie sie wandeln, wie sie leuchten

über unserm Erdental.

4. Und doch sind sie nur Geschöpfe

von des höchsten Gottes Hand,

hingesät auf seines Thrones

weites, glänzendes Gewand.

5. Wenn am Schemel seiner Füße

und am Thron schon solcher Schein,

o was muss an seinem Herzen

erst für Glanz und Wonne sein.
Das Lied ist mit Paul Gerhardts Geh aus, mein Herz, und suche Freud vergleichbar. Beide besingen die Wunder und die Schönheit der Natur, die in der christlichen Spiritualität lange nur als Exil und Jammertal in den Blick kam: sie ist „wert der Freud“. Anstatt jedoch eine Wiedervergöttlichung der Schöpfung zu unternehmen, beschreiben sie sie mit biblischen Bildern „nur“ als Gleichnis und Vorgeschmack der Herrlichkeit Gottes. Dabei bieten Gerhardts 15 Strophen viel konkrete Anschauung, während Spitta sich auf die Erde als Ganzes (Strophe 1) und Sonne, Mond und Sterne (Strophe 3) beschränkt.

## Melodie
Der Text erschien zunächst ohne Melodie. Nachdem verschiedene Melodien dem Lied zugeordnet oder komponiert worden waren, erfand Frieda Fronmüller 1928 eine lebhafte eingängige Weise, in der die letzte Zeile jeweils gesteigert wiederholt wird. Die Melodie wurde von ihren Chören mit Erfolg gesungen und fand Eingang in Gesangbücher, auch in das Evangelische Gesangbuch unter der Nummer 510.